# Clemens Leitner
Pour les articles homonymes, voir Leitner (homonymie).
Clemens Leitner, né le 7 novembre 1998, est un sauteur à ski autrichien.

## Biographie
Son frère Felix Leitner est biathlète.
Clemens Leitner participe à sa première compétition pour les jeunes de la FIS en 2011. Il obtient sa première récompense au Festival olympique de la jeunesse européenne en 2015 à Tschagguns, où il prend la médaille de bronze au concours par équipes. En 2016, il monte sur ses premiers podiums en Coupe OPA et prend part aux Jeux olympiques de la jeunesse à Lillehammer, prenant la médaille de bronze par équipes et la neuvième place en individuel.
Il tente de se qualifier pour la première fois dans une épreuve de la Coupe du monde en janvier 2017 à Bischofshofen, 
sans y parvenir. Précédemment, sur la Coupe continentale estivale à Stams, il s'est classé cinquième. Aux Championnats du monde junior 2017, il gagne la médaille de bronze par équipes de nouveau.
À l'occasion de la Tournée des quatre tremplins en 2017-2018, il marque directement ses premiers points pour la Coupe du monde pour sa première qualification à Innsbruck (29e). Aux Championnats du monde junior à Kandersteg, il remporte trois médailles dont deux par équipes et une en bronze sur la compétition individuelle.
Lors de la saison 2019-2020, s'il marque quelques points en Coupe du monde, il se concentre sur la Coupe continentale, où il rafle un total de neuf podiums, dont cinq victoires, avec notamment une série de trois succès consécutifs qui consolide sa première place de premier au classement général, qu'il remporte finalement.

## Palmarès

### Coupe du monde
- Meilleur classement général : 53e en 2021.
- Meilleur résultat individuel : 19e.

#### Classements en Coupe du monde
| Année     | Classement général final |
| 2017-2018 | 69e                      |
| 2019-2020 | 64e                      |
| 2020-2021 | 53e                      |
| 2022-2023 | 41e                      |

### Championnats du monde junior
- Médaille de bronze par équipes en 2017.
- Médaille d'argent par équipes en 2018.
- Médaille de bronze en individuel en 2018.
- Médaille de bronze par équipes mixtes en 2018.

### Jeux olympiques de la jeunesse
- Médaille de bronze du concours par équipes en 2016.

### Festival olympique de la jeunesse européenne
- -  Médaille de bronze du concours par équipes en 2015.

### Coupe continentale
- Victoire au classement général de la Coupe continentale en 2020.
- 10 podiums, dont 5 victoires.